# Pasaporte butanés
El pasaporte butanés es un documento que se expide a los ciudadanos de Bután que les autoriza y facilita sus viajes y otras actividades fuera del territorio butanés. Los pasaportes de viaje al extranjero son emitidos por el Ministerio de Asuntos Exteriores de Bután a los ciudadanos de Bután para viajes internacionales. Es válido para todos los países a menos que se indique lo contrario. 

## Historia

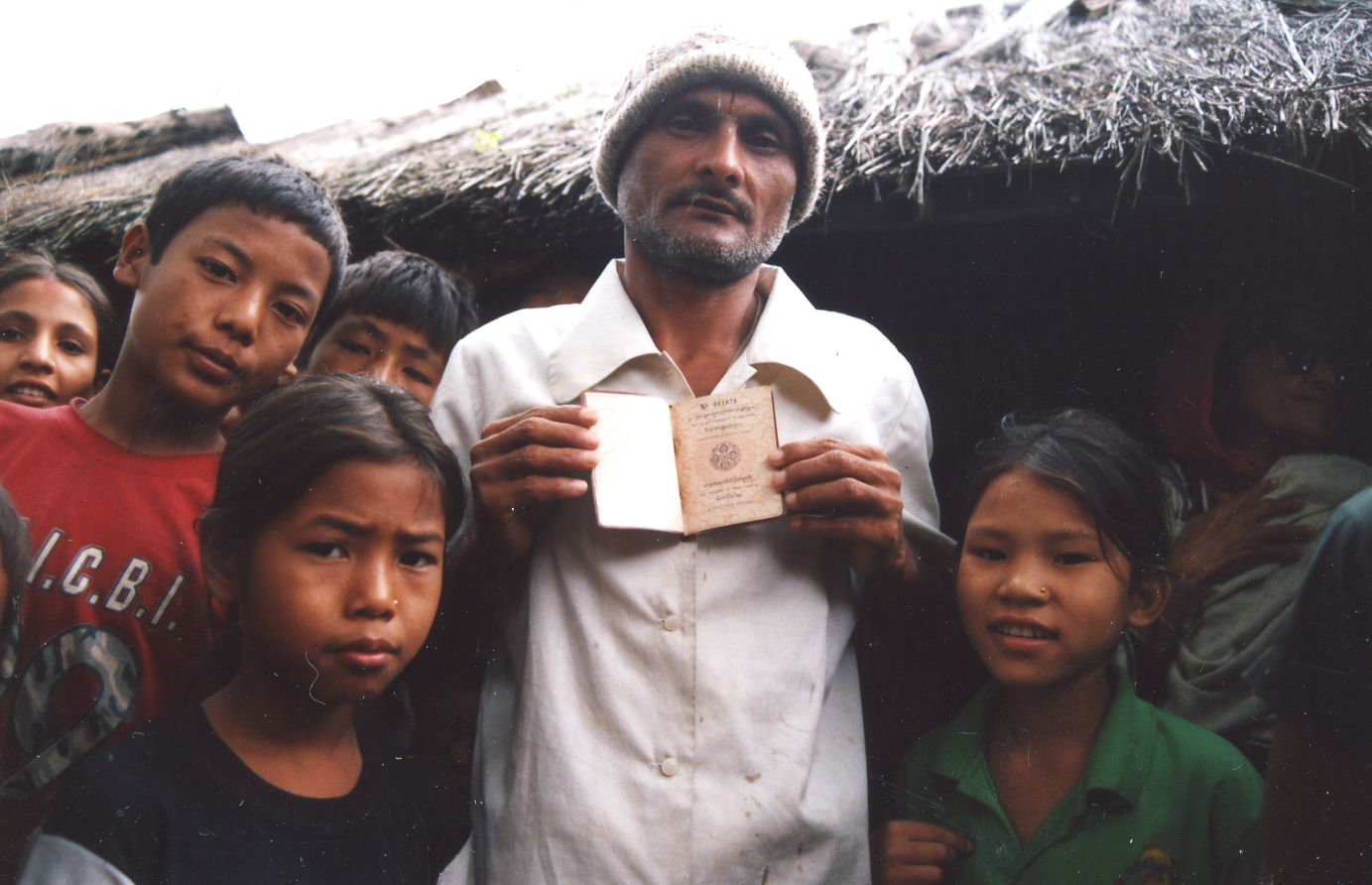
Un hombre de Lhotshampa sosteniendo su pasaporte butanés en un campamento de Beldangi.

En el Reino de Bumthang, que constituye parte del actual Bután, las libretas feudales o dzeng (Dzongkha:ཛེང) se emitían a los mensajeros de la corte para que pudieran viajar de un reino a otro.  La diplomacia y la mediación fueron medidas de crucial importancia en los cacicazgos del Bután premoderno.
Los pasaportes de viaje al extranjero se emiten a los ciudadanos butaneses para viajes internacionales. Los nuevos pasaportes butaneses son emitidos por el Ministerio de Asuntos Exteriores de Bután.
En 1988, se ordenó a los titulares de pasaportes butaneses en el extranjero que entregaran sus pasaportes al regresar a Bután.
La versión actual de los pasaportes butaneses se emitió por primera vez alrededor de 2006.

## Idiomas
El pasaporte butanés contiene en su texto el inglés y dzongkha.

## Tipos de pasaporte
| Tipo de pasaporte                                              | Color |
| -------------------------------------------------------------- | ----- |
| Pasaporte ordinario (Dzongkha:་དགེ་འདུན་, romanizado: Shinthron) | Azul  |
| Pasaporte oficial (Dzongkha:དབྱངས།་, romanizado: Pawchang)      | Verde |
| Pasaporte diplomático (Dzongkha: ཞག་དང་རྣ, romanizado: Denzhen) | Rojo  |

## Requisitos de visa
A partir de 2024, los ciudadanos butaneses tienen acceso sin visa o con visa a la llegada a 52 países y territorios, lo que ubica al pasaporte butanés en el puesto 92 del mundo según el Índice de Pasaportes Henley, junto con Chad y Comoras.

Requisitos de visado para ciudadanos butaneses

## En la cultura popular
En 2013, un usuario de Wikipedia que decía ser butanés y hablante nativo de dzongkha agregó un archivo de audio de él hablando sobre el artículo del pasaporte butanés en la Wikipedia en inglés. Los comentaristas de Internet lo consideraron gracioso y lo generó un meme en Internet, pero el archivo de audio fue eliminado en 2015 tras un debate en la página de discusión del artículo.